# Kepatihan (Ponorogo)
Kepatihan is een bestuurslaag in het regentschap Ponorogo van de provincie Oost-Java, Indonesië. Kepatihan telt 3976 inwoners (volkstelling 2010).